# 佐世保市立吉井北小学校
佐世保市立吉井北小学校（させぼしりつ よしいきたしょうがっこう、Sasebo City Yoshiikita Elementary School）は、長崎県佐世保市吉井町直谷（なおや）にある公立小学校。略称「北小」。

## 概要
歴史
1874年（明治7年）に「福井小学校」として創立。吉井小学校（現佐世保市立吉井南小学校）の分校を経て1954年（昭和29年）に独立。2014年（平成26年）に創立140周年を迎えた。
校章
「吉」を図案化したものを背景にして、中央に校名の「北小」の文字（縦書き）を置いている。
校歌
作詞は市瀬正生、作曲は宗久弥による。歌詞は3番まであり、各番に校名の「北小学」が登場する。
校区
「長崎県佐世保市吉井町」の後に「草ノ尾（そうのお）、福井、板樋（いたび）、梶木場（かじこば）、直谷」が続く地域（吉井北部地区）。中学校区は佐世保市立吉井中学校。

## 沿革
- 1874年（明治7年）
  - 7月13日  - 第五大学区第四中学区[2]の小学校として「福井小学校」が松浦郡福井村に創立。
  - 10月 - 福井免の一棟を借り受け移転。
- 1875年（明治8年）5月 - 福井免岩下に校舎一棟を新築し移転を完了。
- 1878年（明治11年）- 郡制の施行により、松浦郡が東西南北4郡に分割され、北松浦郡に属することとなる[3]。
- 1881年（明治14年）- 小学校教則綱領の制定により初等科（修業年限3年）を設置し、「公立初等福井小学校」に改称。
- 1886年（明治19年）9月 - 小学校令の施行により、簡易科（修業年限3年）を設置の上、「簡易福井小学校」に改称。
- 1889年（明治22年）4月 - 町村制の施行により、吉田村と福井村の2村が合併し吉井村が発足。これにより吉井村立の小学校となる。
- 1890年（明治23年）10月  - 尋常科（修業年限4年）を設置の上、「尋常福井小学校」に改称。
- 1892年（明治25年）4月1日 - 「福井尋常小学校」と改称（「尋常」の位置が変更となる）。
- 1896年（明治29年）11月  - 校舎１棟を新築移転。
- 1908年（明治41年）4月1日 - 小学校令の改正により、義務教育年限（尋常科の修業年限）が4年から6年に延長されたため、尋常科5年を新設。
- 1909年（明治42年）4月1日 - 尋常科6年を新設。
- 1913年（大正2年）4月  -  校舎１棟（4教室）を増築。
- 1914年（大正3年）9月1日 - 福井農業補習学校を併設。
  - 後に「福井実業補習学校」に改称。
- 1922年（大正11年）3月31日 - 高等科（修業年限2年）を併置し、「福井尋常高等小学校」に改称（尋常科6年・高等科2年）。
- 1926年（大正15年）7月 - 青年訓練所を実業補習学校に併設（青年訓練認定となる）。
- 1931年（昭和6年）4月1日 - 吉井尋常高等小学校に統合され、「吉井尋常高等小学校 福井分校」と改称。福井実業補習学校も吉井実業補習学校に統合される。
- 1941年（昭和16年）4月1日 - 国民学校令の施行により、「吉井村国民学校 福井分校」に改称。
- 1947年（昭和22年）
  - 4月1日 - 学制改革（六・三制の実施）により、「吉井村立吉井小学校 福井分校」となる。松原地区の児童が編入し、11学級の大分校となる。
  - 10月 - 校舎1棟4教室を増築。運動場を拡張。
- 1951年（昭和26年）12月1日 - 町制施行により吉井町が発足。これにより「吉井町立吉井小学校 福井分校」に改称。
- 1954年（昭和29年）
  - 4月1日 - 吉井小学校から分離し「吉井町立福井小学校」として独立。
  - 5月1日 - 「吉井町立北小学校」に改称。吉井小学校は「吉井町立南小学校」に改称。校歌を制定。
  - 5月15日 - 新校舎3教室と管理棟が完成。
- 1955年（昭和30年）10月1日 - 給食室が完成し、週3回の給食（C型給食）を開始。
- 1960年（昭和35年）5月1日 - 在籍児童数が686（16学級）を記録。
- 1962年（昭和37年）12月19日 - 鉄骨ブロック造の新校舎（4教室）が完成。
- 1963年（昭和38年）9月19日  - 新給食室が完成。
- 1964年（昭和39年）7月14日 - プールが完成。
- 1965年（昭和40年）9月15日 - 校章を制定。
- 1974年（昭和49年）7月13日 - 創立100周年を迎える。
- 1977年（昭和52年）3月1日 - 屋内運動場（体育館）が完成。
- 1984年（昭和59年）2月25日 - 鉄筋コンクリート造3階建ての新校舎（第1期工事）が完成。
- 1986年（昭和61年）3月15日 - 特別教室（第2期工事）が完成。運動場を拡張。
- 1989年（平成元年）1月28日 -「内裏の庭」除幕式を挙行。
- 1993年（平成5年）
  - 9月1日 - パソコン教室を設置。
  - 9月20日 - 新給食室が完成。
- 1996年（平成8年）
  - 3月31日 - 新プールが完成。
  - 4月30日 - 旧プール跡地に学校園が完成。
- 1997年（平成9年）8月12日 - 直谷バレーボールクラブが全国大会（東京都）に出場。
- 2003年（平成15年）
  - 4月1日 - 特別支援学級「もみじ学級」を設置。
  - 10月1日  - 運動場を改修。
  - 10月4日 - インターホンを設置。
- 2005年（平成17年）4月1日 - 市町村合併より、「佐世保市立吉井北小学校」（現校名）に改称。
- 2007年（平成19年）11月8日 - 校門横の駐車場に防火水槽を設置。
- 2008年（平成20年）10月 - 老朽化により旧体育館を解体。
- 2009年（平成21年）3月25日 - AEDを設置。
- 2010年（平成22年）
  - 3月5日 - 新体育館が完成。
  - 3月9日 - 鉄棒・平行棒を設置。
  - 3月15日 - 校門が完成。
  - 9月24日 - 運動場を改修。
- 2011年（平成23年）10月 - ふるさとふれあい学習で5年生が五島市立崎山小学校を訪問。
- 2012年（平成24年）10月30日 - 大型サッカーゴールを撤去し佐世保市立早岐中学校へ移管。
- 2013年（平成25年）9月 - ふるさとふれあい学習で五島市立大浜小学校の5・6年児童が来校。

## アクセス
最寄りのバス停
- 西肥自動車（西肥バス）「上直谷」バス停

最寄りの国道・県道
- 長崎県道40号佐世保吉井松浦線

## 周辺
- 福井郵便局
- 江迎警察署福井警察官駐在所
- 佐世保市吉井北運動広場
- 熊野神社

## 関連事項
- 長崎県小学校一覧
- 佐世保市小学校一覧